# Morjim
Morjim är en ort i Indien.   Den ligger i distriktet North Goa och delstaten Goa, i den sydvästra delen av landet, 1 500 km söder om huvudstaden New Delhi. Morjim ligger 4 meter över havet och antalet invånare är 1 365.
Terrängen runt Morjim är platt. Havet är nära Morjim västerut. Runt Morjim är det tätbefolkat, med 913 invånare per kvadratkilometer. Närmaste större samhälle är Panaji, 17,7 km sydost om Morjim.